# Exochella areolata
Exochella areolata är en mossdjursart som beskrevs av Okada och Shunsuke F. Mawatari 1937. Exochella areolata ingår i släktet Exochella och familjen Exochellidae. Inga underarter finns listade i Catalogue of Life.